# Jan Hubertus
Jan Hubertus (* 5. Februar 1920 in Nijmegen; † 9. Oktober 1995 in Baden; heimatberechtigt in Wettingen) war ein Schweizer Maler.

## Leben und Werk
Jan Hubertus wurde auf hoher See zwischen Holland und Indonesien geboren und wuchs in Java unter dem Einfluss von buddhistischen Mönchen auf. 1931 kehrte er mit seinen Eltern nach Geertruidenberg zurück. Seine künstlerische Ausbildung erhielt er an der Kunstakademie Antwerpen, die er mit neunzehn Jahren abschloss. Es folgten Studienaufenthalte in Paris und London. An der Universität von Leuven besuchte Hubertus freie Kurse in Archäologie und Kunstgeschichte.
Nach den Kriegsjahren, die er als Soldat und im niederländischen Widerstand verbrachte, reiste er durch Europa und Afrika. Seine Malerei entwickelte sich in diesen Jahren unter dem Einfluss der Künstlergruppe CoBrA hin zum abstrakten Expressionismus. 1956 wurde Hubertus der zweite Sekretär des holländischen Künstlerverbandes und hatte dadurch regen Austausch mit ausländischen Kunstschaffenden. Ab 1960 zog er sich aus dem Kunstbetrieb zurück und setzte sich intensiv mit dem östlichen Gedankengut auseinander.
1965 lernte Hubertus seine Frau Maria kennen und übersiedelte in die Schweiz, wo in den nächsten 30 Jahren sein Hauptwerk entstand. Er lebte zurückgezogen und malte nur nachts. Es folgten weitere Studienaufenthalte im Tibet-Institut Rikon und Reisen nach Asien. Seine Kenntnisse in der Meditation gab er auch anderen Menschen weiter.
In den sechziger und siebziger Jahren entstanden, ausgehend von meditativen Übungen, Bilder mit kalligrafischen Strukturen. In den achtziger Jahren kamen Objekte dazu, oft in Verbindung von Holz, Stein und beschriftetem Papier. 1982 wurden Teile von Hubertus’ Werken bei einem Brand zerstört.
Jan Hubertus verstarb während der Vorbereitungen zu seiner Ausstellung im Aargauer Kunsthaus, die im Frühjahr 1996 stattfand.